# ويليام مينساه
ويليام مينساه (بالإنجليزية: William Mensah)‏ (15 يوليو 1982 بأكرا في غانا - ) هو لاعب كرة قدم غاني في مركز الدفاع. لعب مع أشانتي غولد وليرس ونادي الحزم ونادي تورنهاوت ونادي حرس الحدود ونادي وادي دجلة وSime Darby F.C. ‏.